# Step Salski

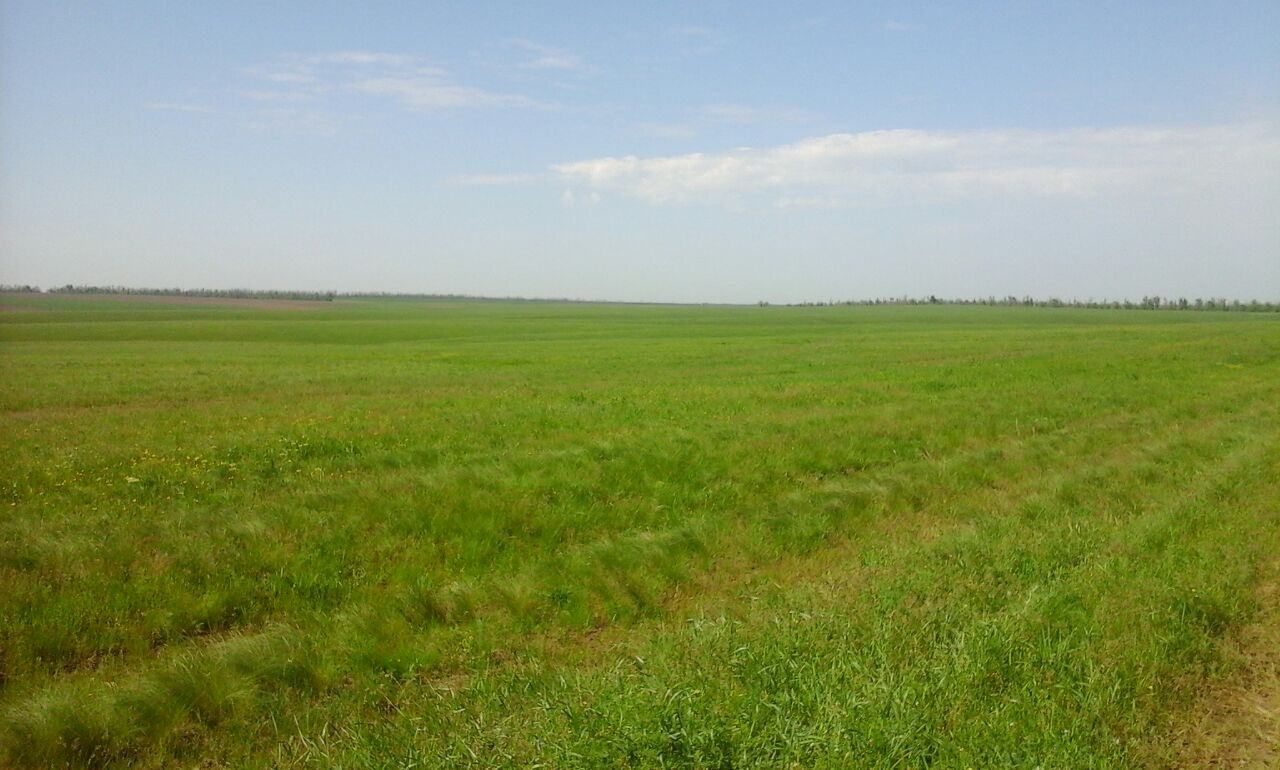
Step Salski wiosną

Step Salski (ros. Сальская степь, Salskaja stiep´) – równina stepowa w południowej Rosji, w zachodniej części Obniżenia Kumsko-Manyckiego, od północy ograniczona rzeką Sał.

## Warunki przyrodnicze
Latem step wypalany jest przez słońce i zamienia się w półpustynię. Roślinność jest reprezentowana przez ostnice i bylice. Owady reprezentuje rzadki Bradyporus multituberculatus, (ros.: cтепной толстун). Od niepamiętnych czasów zamieszkują tu suhaki, zające i wilki. 

## Historia
- W 1555 roku na Stepie Salskim koczują Nogajowie[5].
- W latach 70. na step przybywają Kałmucy[6]. W 1672 roku Kałmucy pod wodzą tajszy Ajuki, wraz z rosyjskimi kozakami, oblegają turecką twierdzę Azow[7].
- W 1836 roku obszar Stepu Salskiego został włączony do Obwodu Wojska Dońskiego[8].
- W okresie wojny domowej w Rosji Step Salski jest wspominany w związku z dońskimi kozakami atamana Popowa.
- W rezultacie konfliktów zbrojnych na początku XX wieku i po przekazaniu Turcji terytorium obwodu karskiego, tysiące rosyjskich przesiedleńców, członków sekty mołokan z Zakaukazia, było zmuszonych szukać sobie nowego miejsca zamieszkania. Władza radziecka przydzieliła przesiedleńcom dziewicze ziemie na Stepie Salskim, wchodzące wtedy w skład rejonu celińskiego obwodu rostowskiego. W rejonie również obecnie aktywnie działają organizacje mołokańskie[9].